# Czapliński II
Czapliński II – polski herb szlachecki - odmiana herbu Drzewica z nobilitacji.

## Opis herbu
W polu błękitnym półksiężyc złoty, między dwiema takimiż gwiazdami w słup.
W klejnocie samo godło
Labry błękitne, podbite złotem.

## Najwcześniejsze wzmianki
Nadany Klemensowi Czaplińskiemu 1 lipca 1578. Herb jest wynikiem adopcji do Drzewicy.

## Herbowni
Czapliński.